# Canton de Tarn et Causses
Le canton de Tarn et Causses est une circonscription électorale française du département de l'Aveyron, créée par le décret du 21 février 2014 et entrée en vigueur lors des élections départementales de 2015.

## Histoire
Un nouveau découpage territorial de l'Aveyron entre en vigueur en mars 2015, défini par le décret du 21 février 2014, en application des lois du 17 mai 2013 (loi organique 2013-402 et loi 2013-403). Les conseillers départementaux sont, à compter de ces élections, élus au scrutin majoritaire binominal mixte. Les électeurs de chaque canton élisent au Conseil départemental, nouvelle appellation du Conseil général, deux membres de sexe différent, qui se présentent en binôme de candidats. Les conseillers départementaux sont élus pour 6 ans au scrutin binominal majoritaire à deux tours, l'accès au second tour nécessitant 12,5 % des inscrits au 1er tour. En outre la totalité des conseillers départementaux est renouvelée. Ce nouveau mode de scrutin nécessite un redécoupage des cantons dont le nombre est divisé par deux avec arrondi à l'unité impaire supérieure. En Aveyron, le nombre de cantons passe ainsi de 46 à 23. Le canton de Tarn et Causses fait partie des 21 nouveaux cantons du département, deux cantons conservant leur dénomination (Saint-Affrique et Villefranche-de-Rouergue).

## Représentation
| Période élective | Période élective | Mandat | Mandat   | Identité           | Nuance | Nuance | Qualité |
| ---------------- | ---------------- | ------ | -------- | ------------------ | ------ | ------ | --- |
| 2015             | 2021             | 2015   | 2021     | Camille Galibert   |        | UDI    | Retraité SNCF Maire de Sévérac-le-Château (2008-2015) puis de Sévérac d'Aveyron (2016-2020)                         |
| 2015             | 2021             | 2015   | 2021     | Danièle Vergonnier |        | DVD    | Retraitée Ancienne conseillère générale du canton de Peyreleau, maire de La Cresse, suppléante du député Alain Marc |
| 2021             | 2028             | 2021   | en cours | Kateline Durand    |        | DVG    | Chef d'entreprise, conseillère municipale de Saint-Beauzély                                                         |
| 2021             | 2028             | 2021   | en cours | Edmond Gros        |        | DVG    | Médecin généraliste, maire de Sévérac-d'Aveyron, ancien conseiller général du canton de Sévérac-le-Château          |

### Résultats détaillés

#### Élections de mars 2015
À l'issue du 1er tour des élections départementales de 2015, deux binômes sont en ballottage : Camille Galibert et Danièle Vergonnier (Union de la Droite, 49,9 %) et Georges Gaubert et Catherine Laur (Union de la Gauche, 29,52 %). Le taux de participation est de 63,09 % (5 532 votants sur 8 768 inscrits) contre 59,71 % au niveau départemental et 50,17 % au niveau national.
Au second tour, Camille Galibert et Danièle Vergonnier (Union de la Droite) sont élus avec 64,73 % des suffrages exprimés et un taux de participation de 60,61 % (3 063 voix pour 5 314 votants et 8 768 inscrits).

#### Élections de juin 2021
Le premier tour des élections départementales de 2021 est marqué par un très faible taux de participation (33,26 % au niveau national). Dans le canton de Tarn et Causses, ce taux de participation est de 50,73 % (4 462 votants sur 8 796 inscrits) contre 43,28 % au niveau départemental. À l'issue de ce premier tour, deux binômes sont en ballottage : Kateline Durand et Edmond Gros (DVG, 43,72 %) et Mathieu Constans et Danièle Vergonnier (DVC, 30,35 %).
Le second tour des élections est marqué une nouvelle fois par une abstention massive équivalente au premier tour. Les taux de participation sont de 34,3 % au niveau national, 39,56 % dans le département et 51,08 % dans le canton de Tarn et Causses. Kateline Durand et Edmond Gros (DVG) sont élus avec 55,92 % des suffrages exprimés (2 311 voix pour 4 493 votants et 8 796 inscrits),,.

## Composition
Lors de création, le canton de Tarn et Causses est composé de vingt-deux communes entières.
À la suite de la fusion des communes de Buzeins, Lapanouse, Lavernhe, Recoules-Prévinquières et Sévérac-le-Château au 1er janvier 2016 pour former la commune nouvelle de Sévérac d'Aveyron, il est composé des dix-huit communes suivantes :
| Nom                                       | Code Insee | Intercommunalité                    | Superficie (km2) | Population (dernière pop. légale) | Densité (hab./km2) | Modifier                                    |
| ----------------------------------------- | ---------- | ----------------------------------- | ---------------- | --------------------------------- | ------------------ | ------------------------------------------- |
| Sévérac d'Aveyron (bureau centralisateur) | 12270      | CC Des Causses à l'Aubrac           | 208,72           | 4 044 (2022)                      | 19                 | modifier les données · modifier les données |
| Campagnac                                 | 12047      | CC Des Causses à l'Aubrac           | 41,88            | 437 (2022)                        | 10                 | modifier les données · modifier les données |
| La Capelle-Bonance                        | 12055      | CC Des Causses à l'Aubrac           | 14,12            | 91 (2022)                         | 6,4                | modifier les données · modifier les données |
| Castelnau-Pégayrols                       | 12062      | CC de la Muse et des Raspes du Tarn | 53,01            | 346 (2022)                        | 6,5                | modifier les données · modifier les données |
| La Cresse                                 | 12086      | CC de Millau Grands Causses         | 19,06            | 323 (2022)                        | 17                 | modifier les données · modifier les données |
| Montjaux                                  | 12153      | CC de la Muse et des Raspes du Tarn | 31,48            | 435 (2022)                        | 14                 | modifier les données · modifier les données |
| Mostuéjouls                               | 12160      | CC de Millau Grands Causses         | 30,95            | 329 (2022)                        | 11                 | modifier les données · modifier les données |
| Peyreleau                                 | 12180      | CC de Millau Grands Causses         | 16,14            | 71 (2022)                         | 4,4                | modifier les données · modifier les données |
| Rivière-sur-Tarn                          | 12200      | CC de Millau Grands Causses         | 26,08            | 1 045 (2022)                      | 40                 | modifier les données · modifier les données |
| La Roque-Sainte-Marguerite                | 12204      | CC de Millau Grands Causses         | 49,40            | 178 (2022)                        | 3,6                | modifier les données · modifier les données |
| Saint-André-de-Vézines                    | 12211      | CC de Millau Grands Causses         | 38,97            | 132 (2022)                        | 3,4                | modifier les données · modifier les données |
| Saint-Beauzély                            | 12213      | CC de la Muse et des Raspes du Tarn | 30,69            | 575 (2022)                        | 19                 | modifier les données · modifier les données |
| Saint-Laurent-d'Olt                       | 12237      | CC Des Causses à l'Aubrac           | 28,74            | 631 (2022)                        | 22                 | modifier les données · modifier les données |
| Saint-Martin-de-Lenne                     | 12239      | CC Des Causses à l'Aubrac           | 9,48             | 334 (2022)                        | 35                 | modifier les données · modifier les données |
| Saint-Saturnin-de-Lenne                   | 12247      | CC Des Causses à l'Aubrac           | 33,81            | 325 (2022)                        | 9,6                | modifier les données · modifier les données |
| Verrières                                 | 12291      | CC de la Muse et des Raspes du Tarn | 53,01            | 364 (2022)                        | 6,9                | modifier les données · modifier les données |
| Veyreau                                   | 12293      | CC de Millau Grands Causses         | 41,09            | 129 (2022)                        | 3,1                | modifier les données · modifier les données |
| Viala-du-Tarn                             | 12296      | CC de la Muse et des Raspes du Tarn | 38,56            | 527 (2022)                        | 14                 | modifier les données · modifier les données |
| Canton de Tarn et Causses                 | 1220       |                                     | 765,19           | 10 316 (2022)                     | 13                 | modifier les données                        |

## Démographie
En 2022, le canton comptait 10 316 habitants, en évolution de −0,16 % par rapport à 2016 (Aveyron : +0,37 %, France hors Mayotte : +2,11 %).
| 2013   | 2018   | 2022   |
| ------ | ------ | ------ |
| 10 287 | 10 368 | 10 316 |